# 长征街道 (白银市)
长征街道，是中华人民共和国甘肃省白银市平川区下辖的一个乡镇级行政单位。

## 行政区划
长征街道下辖以下地区：
黄土岘社区、化工社区、魏家地社区、宝积山社区、周家地社区、大水头社区、华尖子社区和铁路社区。